# Dolmen du Bardon
Der Dolmen du Bardon (auch Pierre Chabrée à Coltines genannt) liegt östlich von Coltines, nordwestlich von Saint-Flour im Département Cantal in Frankreich. Dolmen ist in Frankreich der Oberbegriff für Megalithanlagen aller Art (siehe: Französische Nomenklatur). 
Der einfache Dolmen (französisch Dolmen simple) besteht aus zwei etwa 2,0 m langen Tragsteinen, einem Endstein und der etwa 3,0 m langen, überstehenden Deckenplatte.
Der Dolmen ist seit 1986 als Monument historique eingestuft.
In der Nähe liegt der ebenfalls als Monument historique eingestufte Dolmen von Touls.